# Часопись Правнича і Економічна
«Часопись Правнича і Економічна» (у 1889—1900 роках — «Часопись Правнича») — правничий журнал, заснований з ініціативи Костя Левицького (редактор), Євгена Олесницького та Антіна Горбачевського, Степана Федака та Олександра Огоновського, що виходив неперіодично у Львові з 1889 року. Це було перше українське періодичне видання, присвячене юридичній науці.

## Історія
Журнал заснований 1 квітня 1889 року у Львові під назвою «Часопись Правнича». З 1893 року «Часопись Правнича» видавала Правнича Комісія Історико-Філософської Секції НТШ (10 випусків). З 1900 року тематику журналу розширено, і він почав виходити під назвою «Часопись Правнича і Економічна» (до 1906 року — 9 випусків й ще один в 1912 році); ред. С. Дністрянський. У «Часописі» друкувалися праці з загального права, народного господарства і соціології, історії українського права, правничої термінології тощо.
Засновники видання намагалися поширювати його не тільки на Західній Україні, але й на Наддніпрянщині, Буковині та Угорщині. Незважаючи на всі труднощі, "Часопись правнича" до 1892 року виходила щомісяця на 16 сторінках, на яких публікувалися розвідки з історії права, переклади основних правничих термінів та законів Австро-Угорщини.
Після переходу видання під керівництво НТШ, воно стало виходити раз на квартал з доповненням у назві: "Часопись Правнича. Видавництво Наукового товариства імені Шевченка". 1900 року журнал розширив тематику своїх публікацій і став виходити під назвою "Часопись Правнича і Економічна". Цього ж року Кость Левицький залишив редагування журналу через свою зайнятість в Українській національно-демократичній партії, і редактором став Станіслав Дністрянський.

## Структура і змістовне наповнення
Щодо структури "Часописі", то існували такі рубрики, як "Практика судова", "Бібліографія", "Наукова хроніка", "Із судейської практики" (згодом перейменовано на "Із судової практики"), "Замітки літературні". Остання рубрика своєю чергою поділялася на розділи: "Історія і філософія права", "Право економічне", "Право приватне", "Право карне і процес карний".
Щодо змістовного наповнення, слід наголосити на тому, що у "Часописі" друкувалися проекти законів, розроблені українськими правниками, які подавалися на розгляд законодавчим органам Австро-Угорської монархії - Віденському парламентові та Галицькому Крайовому сеймові. Важливе значення мали опубліковані на сторінках часопису наукові розвідки, теоретичні та практичні статті відомих правників - депутатів Галицького Крайового сейму, найбільш відомі з яких: "Дещо про новий закон громадський для 30 більших міст галицких і єго становище в системі краєвого законодавства громадського" (1889) Антіна Горбачевського, "Про закон супружий в Угорщині" (1894), "Заручини в австрійськім праві" (1899) Станіслава Дністрянського, "В справі нашої правничої термінології" (1889), "Новий закон пресовий в Австрії" (1894).
Популярністю серед адвокатів користувалися праці Костя Левицького: "Рішення найвищого трибуналу касаційного", "Рішення найвищого трибуналу судового", "В справі реформи поступованя неспорого" (1890-1891), "До питання про відносини службові учителів шкіл середніх" (1895), "Пам'ятник законодатний права руського з XI віку" (у цій статті автор детально проаналізував "Руську правду" Ярослава Мудрого), "Права рускої мови у львівськім університеті".